# Iglesia de San Pedro (Besanzón)
La iglesia de San Pedro (en francés église Saint-Pierre) de Besanzón está situada en el barrio de Boucle, en la Place du Huit-Septembre, en pleno centro de la ciudad. Lleva el nombre del primer papa y apóstol de Cristo en el cristianismo, San Pedro. Forma parte de la Unidad Pastoral Saint Etienne, que reúne tanto las iglesias del centro de la ciudad como la de Morre.

## Historia
Fundada en el IV como iglesia episcopal, en la segunda mitad del siglo VIII se construyó la Catedral de Besanzón como nueva sede episcopal. La Iglesia de San Pedro fue reconstruida en el siglo XI, posiblemente bajo el arzobispado de Hugo de Salins. En el siglo XVII ya había planes para construir una nueva iglesia, porque el aspecto medieval no encajaba con la ciudad. Después de un primer intento en 1732, que fue abandonado pronto, en 1772 se llamó al famoso arquitecto parisino Victor Louis. Su aportación, especialmente la columnata, fue terminada por el arquitecto Claude Joseph Alexandre Bertrand entre 1782 y 1786. La importante altura del campanario se explica por su función como espadaña del Ayuntamiento, llevando así en alto la campana municipal y como caseta del vigilante.
Catalogada como Monumento Histórico en 1942, contiene muchas obras de arte muy bien conservadas.